# Język marimanindji
Język marimanindji (marimanindzki) – wymarły język aborygeński z grupy Daly, który był używany niedaleko źródeł rzek Daly i Muldiva oraz na południu miasta Darwin.